# Mirebel
Mirebel korábbi község (település) Franciaországban, Jura megyében. 2016. január 1-jén Crançot és Granges-sur-Baume  községgel egyesült és Hauteroche új község része lett.
Lakosainak száma 234 fő (2018. január 1.). Mirebel Bonnefontaine, Baume-les-Messieurs, Châtillon, Hauteroche, Granges-sur-Baume, La Marre, Montigny-sur-l’Ain, Pont-du-Navoy, Verges és Vevy községekkel határos.

## Népesség
A település népességének változása:
| Lakosok száma | 281  | 224  | 193  | 185  | 202  | 237  | 245  | 247  | 231  | 234  |
|               | 1962 | 1968 | 1982 | 1990 | 1999 | 2008 | 2011 | 2013 | 2017 | 2018 |